# Bovina

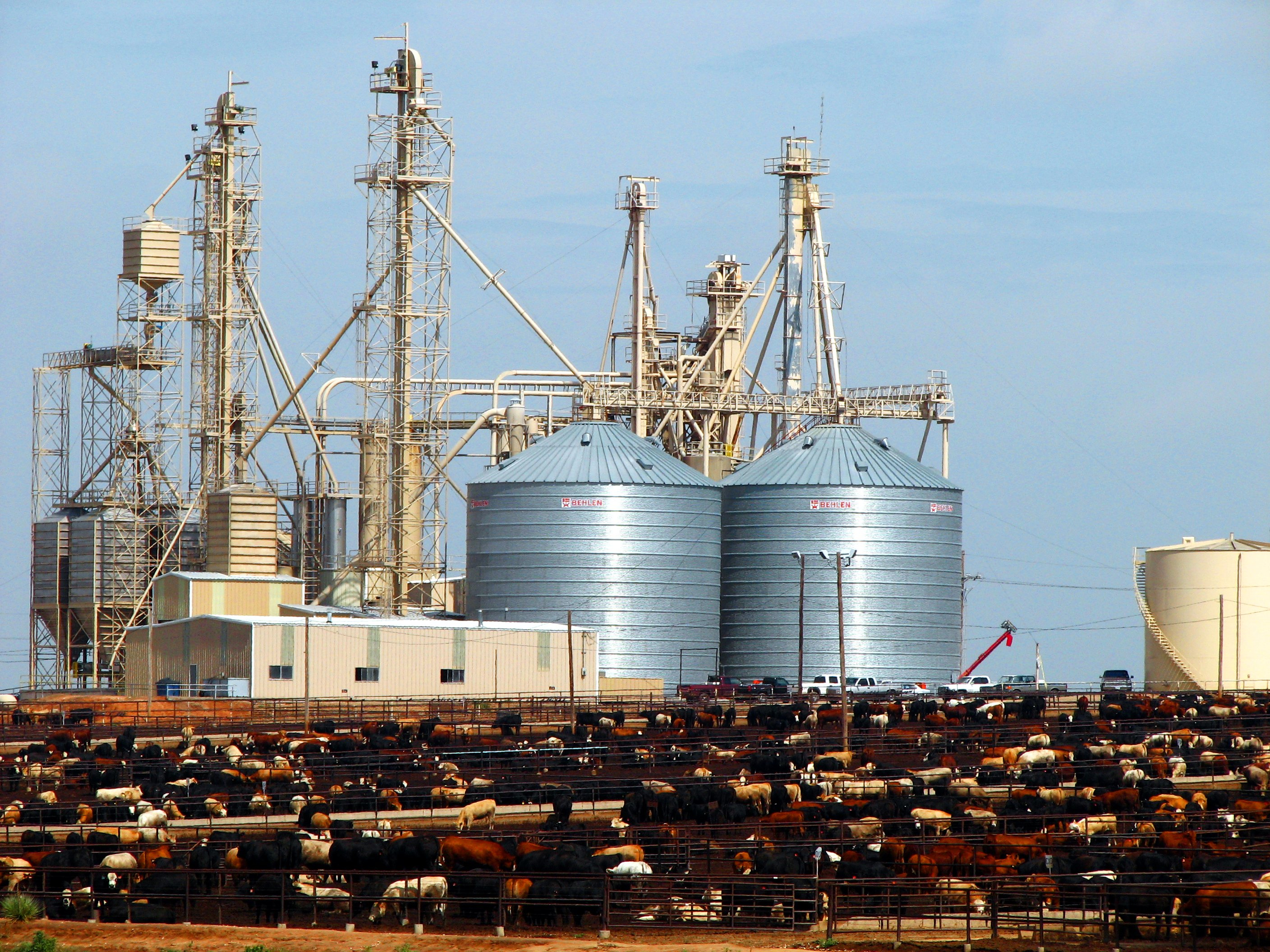
Bio-industrie in Bovina

Bovina is een plaats (city) in de Amerikaanse staat Texas, en valt bestuurlijk gezien onder Parmer County.

## Demografie
Bij de volkstelling in 2000 werd het aantal inwoners vastgesteld op 1874.
In 2006 is het aantal inwoners door het United States Census Bureau geschat op 1799, een daling van 75 (-4,0%).

## Geografie
Volgens het United States Census Bureau beslaat de plaats een oppervlakte van
2,2 km², geheel bestaande uit land. Bovina ligt op ongeveer 1240 m boven zeeniveau.

## Plaatsen in de nabije omgeving
De onderstaande figuur toont nabijgelegen plaatsen in een straal van 36 km rond Bovina.